# كيم كوتس
كيم كوتس (بالإنجليزية: Kim Coates)‏ مواليد 21 فبراير 1958 في ساسكاتون، ساسكاتشوان، كندا، كندي بدأ مسيرته الفنية عام 1986.

## الأعمال
- عالم الماء
- فتيان أشقياء
- الأرض
- بيرل هاربر
- سقوط الصقر الأسود
- ذا آيلاند
- رهينة
- سايلنت هيل
- خطيئة
- ريزدنت إيفل: أفتر لايف

## وصلات خارجية
- كيم كوتس على موقع IMDb (الإنجليزية)
- كيم كوتس على موقع ألو سيني (الفرنسية)
- كيم كوتس على موقع أول موفي (الإنجليزية)
- كيم كوتس على موقع قاعدة بيانات برودواي على الإنترنت (الإنجليزية)
- كيم كوتس على موقع قاعدة بيانات الأفلام السويدية (السويدية)
- كيم كوتس على موقع إن إن دي بي (الإنجليزية)
- كيم كوتس على موقع قاعدة بيانات الفيلم (الإنجليزية)
- كيم كوتس على موقع كينوبويسك (الروسية)